# Trolle-Ljungby landskommun
Trolle-Ljungby landskommun var tidigare en kommun i dåvarande Kristianstads län.

## Administrativ historik
Kommunen bildades i Trolle-Ljungby socken i Villands härad i Skåne när 1862 års kommunalförordningar trädde i kraft. Den hette Ljungby landskommun till den 16 november 1883.

## Kommunen omkring 1930
Kommunen beskrivs 1932 i  Svenska orter : atlas över Sverige med ortbeskrivning. Kommunen tillhörde Näsums landsfiskaldistrikt och Villands härads väghållningsdistrikt. Kommunen en är belägen i en jämn och mycket låglänt trakt. Vid kusten märkas dels flygsandsfält, dels uppodlade områden, där jorden utgöres av morängrusavlagringar. För övrigt består åkerjorden av starkt sandblandad lera. Jordbruk med boskapsskötsel var huvudnäring. Inom kommunen ligger Trolle-Ljungby slott. Kommunen saknade järnväg och hade 1932 närmsta station i Bäckaskog. Kommunen hade två busslinjer Tosteberga — Trolle-Ljungby — Kristianstad och Landon—Kristianstad.
Kommunens byar var Gyetorp, Västra och Östra Ljungby, Tosteberga och Vanneberga.
Kommunens areal (1931): 5 188 hektar, varav 5 133 hektar land. Ägoslag enligt jordbruksräkningen 1927: åker 2 713 hektar, trädgård 15, slåtteräng 34, ordnad betesäng 130, annan betesäng 1283, skogsmark 839 och övrig mark 119. Antalet brukningsdelar var 1927 150 stycken. Åkerjordens fördelning 1927: vete 59 ( i hektar) råg 738, korn 12,havre 97, blandsäd 252, baljväxter 5, grönfoder 47, potatis 509, sockerbetor 20, foderrotfrukter 139, vall 674, andra växtslag 85 och träda 76. Husdjur (1927): hästar 545, nötkreatur 1356, får 82, getter 2, svin 1968, fjäderfän 9 290 och bisamhällen 29. Kommunen hade 1921 1552 invånare och 1931 1 498. Växtodlingens inriktning mot potatis och råg speglar de sandiga markerna och inriktningen på nötkreatur framgår av kreaturshållningen med odling av vall, blandsäd och foderrotfrukter till foder.
Taxeringsvärde för skattepliktiga fastigheter vid 1930 års taxering uppgick för jordbruksfastigheter till 2 780 500 kr., varav 2 639 800 var jordbruksvärde och endast 140 700 kr skogsvärde, och för andra fastigheter 402 600 kr. Taxeringsvärde för skattefri fastighet (1930): för jordbruksfastighet tillhörig staten 1 600 kr. Å andra fastigheter tillhörig kommuner med filera 65 400 kr, varav kyrka 25 000 och 6 folkskolor 31 000 kr. Till kommunal inkomstskatt taxerad inkomst (1930): 539 410 kr. Antal skattekronor (1931): 4 034. Kommunalskatt var 1931: 11,75 kr., varav borgerlig kommun 6,67 kr, kyrkan 1,56 kr och skolan 3,52 kr. Landstingsskatt 1931: 2,10 kr. Vägskatt (1931): 0,20 kr. per fyrk. Tillgångar den 31/12 1928: borgerlig kommun 44 353 kr., varav fastigheter 24 100, kyrklig kommun 150 600 kr., varav fastigheter 135 500 kr. Skulder  den 3l/l2 1928: borgerlig kommun 8 580 kr., kyrklig kommun. 42 413 kr.
Tobaksodling var en typ av odling som lämpade sig på sandjordar och vid havet kunde man använda tång som gödsel. I Trolle Ljungby kommun fanns en cigartfartik so utnyttjade lokalt odlad tobak för att tillverka cigarrrer. Denna fabrik drevs från 1870.talet av O. Persson som bodde i Östra Ljungby. Rörelsen drevs först i Västra Ljungby men flyttades sedan till Östra Ljungby. Pehr  Olsson tog över rörelsen 1888 och dreb den lilla cigarrfabriken till 1915 då rörelsen inlöstes av tobaksmonopolet. På mindre odlingslotter i byarna odlade gatuhusfolket och småbrukarna tobak som sedan såldes till tobaksmonopolet som hade sin mottagning av tobak i Fjälkinge, 1964 upphörde tobaksodlingen.
Vid kommunreformen 1952 uppgick kommunen i Fjälkinge landskommun som 1971 uppgick i Kristianstads kommun.

## Politik

### Mandatfördelning i Trolle-Ljungbys landskommun 1938-1946
| 12 | 8 |

| 20 |

| 12 | 8 |

| 20 |

| 2 | 10 | 8 |

| 20 |